# دالمو غاسبر
دالمو غاسسبر (Dalmo Gaspar) لاعب كرة قدم برازيلي ولد (19 أكتوبر 1932 - 2 فبراير 2015) لعب في نادي سانتوس.
وكان له الفضل بعد تسجيله هدف الفوز ضد ميلان الإيطالي بفوز فريقه ببطولة كأس الإنتركونتيننتال 1963